# Hawker 400
Hawker 400 je majhno 7-9 sedežno reaktivno poslovno letalo. Zasnoval ga je japonski Mitsubishi, sprva kot Mitsubishi MU-300 Diamond, kasneje je ameriški Beech Aircraft Company kupil pravice in ga moderniziral v Beechjet 400. Raytheon/Beechcraft ga je kasneje nadaljnje moderniziral v model 400A. Zgradili so tudi vojaško verzijo Raytheon T-1 Jayhawk, ki se je uporabljala za šolanje pilotov.
Prvi let je bil 29. avgusta 1978. Letalo je povsem kovinske konstruckije z nizkonameščenim krilom. Poganjata ga dva turboventilatorska (turbofan) motorja Pratt & Whitney Canada JT15D.

## Specifikacije (Beechjet 400A)
Podatki iz Brassey's World Aircraft & Systems Directory 1999/2000
Splošne karakteristike
- Posadka: 2 pilota
- Število sedežev: 7—9 potnikov
- Dolžina: 48 ft 5 in (14,76 m)
- Razpon kril: 43 ft 6 in (13,26 m)
- Višina: 13 ft 11 in (4,24 m)
- Površina kril: 241,4 sq ft (22,43 m²)
- Teža praznega letala: 10050 lb (4558 kg)
- Uporaben tovor: 5850 lb (2653 kg)
- Maks. vzletna teža: 16100 lb (7303 kg)
- Pogon letala: 2 × Pratt & Whitney Canada JT15D-5 turbofan, 2900 lbf (12,9 kN) vsak

 Zmogljivost 
- Maks. hitrost: 468 vozlov (866 km/h, 539 mph) (Mach 0,78)
- Potovalna hitrost: 443 vozlov (820 km/h, 510 mph) na višini 23000 ft (7000 m)
- Hitrost porušitve vzgona: 92 vozlov (171 km/h, 106 mph) (s povsem spuščenimi zakrilci)
- Doseg: 1693 nmi (3135 km, 1949 milj) na višini 45000 ft (13700 m)
- Višina leta: 45000 ft (13700 m)
- Hitrost vzpenjanja: 3770 ft/min (19,2 m/s)